# Годунов, Иван Васильевич
Иван Васильевич Годунов († 1602) — голова, воевода, наместник, окольничий и боярин в царствование Ивана Грозного, Фёдора Иоанновича и Бориса Годунова. Третий сын Василия Петровича Годунова. Троюродный брат царя Бориса Фёдоровича Годунова.

## Служба
В чине головы участвовал в походе русской армии под командованием царя Ивана Грозного на Полоцк (1563). Пожалован чином окольничего (1580). В том же году упоминается на свадьбе Ивана Грозного с Марией Фёдоровной Нагой. Окольничий и воевода в Пскове (1580).
Второй воевода Большого полка в походе на шведов (1581 и 1582). Послан на русско-литовскую границу для обмена пленных (05 сентября 1583).
После смерти Ивана Грозного и вступления на царский престол Фёдора Ивановича возведён в боярское достоинство (31 мая 1584). Находился при приёме литовского посла (февраль 1585). В том же году по разрядным книгам показан воеводой Большого полка. Водил полк правой руки на шведского короля Юхана Вазы (1586). В том же году — рязанский наместник.
Упомянут в двух царских грамотах, как руководитель Стрелецкого приказа (1586-1587).
«По крымским вестем» отправлен с полкой правой руки в Алексин, откуда сообщал, что к Крапивне приходили крымские татары (1587). Командовал Передовым полком в Калуге (1588). Участник встречи крымского царевича Мурат-Гирея (21 февраля 1589). В августе того же года водил передовой полк в Великий Новгород. Направлен с большим полком в устье Невы против шведов (1590).
Во время отражения нападения крымского хана Казы-Гирея командовал передовым полком (1591). Послан 2-м воеводой большого полка из Новгорода к Выборгу против шведов (1592). Ходил 2-м воеводой передового полка «на берег» (1597). Упоминается на приёме имперского посла Аврама Донавского (22 мая 1597) и ходил к нему в ответ (19 июля 1597). Второй воевода у служилого царевича Ураз-Мухаммеда в полку правой руки в Алексине, где держал оборону против Казы-Гирея (1598). Принимал участие в праздничном обеде в честь прибывшего в Москву шведского королевича Густава (1599). Был в ответе у польских послов (23 ноября 1601).
Скончался († 1602), приняв перед смертью монашество под именем Иосифа, похоронен в Ипатьевском монастыре.

## Семья
Женат на Пелагее, в иночестве Аполлинария, происхождение которой не известно. Похоронена с мужем в Ипатьевском монастыре.
Дети:
- Иван Иванович Годунов († 1610) — кравчий, окольничий и воевода.